# Elaphoglossum bolanicum
Elaphoglossum bolanicum är en träjonväxtart som beskrevs av Eduard Rosenstock. Elaphoglossum bolanicum ingår i släktet Elaphoglossum och familjen Dryopteridaceae. Inga underarter finns listade.